# Gönnersdorf (bei Bad Breisig)
Gönnersdorf ist eine Ortsgemeinde im Landkreis Ahrweiler in Rheinland-Pfalz. Sie gehört der Verbandsgemeinde Bad Breisig an.

## Geographie
Gönnersdorf liegt an der Landesstraße 87 etwa fünf Kilometer vom Rhein und rund drei Kilometer vom Nachbarort Waldorf entfernt. Durch den Ort fließt der Vinxtbach und etwa ein Kilometer südlich erhebt sich der Herchenberg, ein erloschener Vulkan, der heute auf Grund des Schlackeabbaus fast vollständig verschwunden ist. Zu Gönnersdorf gehören die Wohnplätze Frauenbergerhof, Martinshof und Eichenhof.

## Geschichte
Erstmals erwähnt wurde das heutige Gönnersdorf als „Guntersdorp“ in einer Urkunde des Kölner Erzbischofs Philipp von Heinsberg im Jahre 1187. In einer weiteren Urkunde des Bruderschaftsbuches der Michaelskapelle in Münstermaifeld aus dem Jahre 1216, wo deren Besitzungen aufgezählt wurden, ist ebenfalls die Rede von „Guntersdorp“. Die Fürstäbtissin von Essen hatte sich den Frauenbergerhof zu ihrem Sommersitz erwählt.
In der Wirren der Jahrtausende und Jahrhunderte sind unzählige Urkunden verloren gegangen. Es ist nicht ausgeschlossen, dass Gönnersdorf viel älter ist, als Urkunden es heute nachweisen. Gönnersdorf hat als ersten Kirchenpatron den heiligen Stephanus. Daraus lässt sich schließen, dass schon in der römischen Zeit eine christliche Gemeinde hier lebte. Die Dreifaltigkeitskapelle auf dem Frauenberg gibt ebenfalls Hinweise auf das frühere Leben in Gönnersdorf. In der Kapelle befindet sich heute noch ein Relief der Allerheiligsten Dreifaltigkeit mit der heiligen Katharina zu Füßen. Neben Stephanus als Erstpatron der Kirche ist die heilige Katharina von Alexandrien die Zweitpatronin der Pfarrkirche in Gönnersdorf. Auch das ist ein Hinweis darauf, dass Gönnersdorf deutlich älter ist, als die obigen Urkunden es ausweisen. Turm und Chor der Gönnersdorfer Kirche sind frühgotisch, also vermutlich vor 1300 erbaut.
Die Römer hatten den Vinxtbach zur Grenze zwischen Nieder- und Obergermanien gemacht. Gegenüber seiner Mündung in den Rhein beginnt der Limes. Später wurde der Vinxtbach linksrheinisch die Grenze zwischen den Erzbistümern Köln und Trier. Da die Stephanus-Kirche auf der südlichen Seite des Baches erbaut ist, gehörte die Ortsgemeinde (fast) immer zum Erzbistum Trier.

## Politik

### Gemeinderat
Der Gemeinderat in Gönnersdorf besteht aus zwölf Ratsmitgliedern, die bei der Kommunalwahl am 9. Juni 2024 in einer personalisierten Verhältniswahl gewählt wurden, und dem ehrenamtlichen Ortsbürgermeister als Vorsitzendem.
Die Sitzverteilung im Gemeinderat:
| Wahl | SPD | CDU | FWG * | WGH ** | Gesamt   |
| ---- | --- | --- | ----- | ------ | -------- |
| 2024 | –   | –   | 3     | 9      | 12 Sitze |
| 2019 | –   | 7   | 5     | –      | 12 Sitze |
| 2014 | –   | 7   | 5     | –      | 12 Sitze |
| 2009 | –   | 7   | 5     | –      | 12 Sitze |
| 2004 | 1   | 6   | 5     | –      | 12 Sitze |

### Bürgermeister
Andreas Heuser wurde am 21. Oktober 2019 Ortsbürgermeister von Gönnersdorf. Da sowohl bei der Direktwahl am 26. Mai 2019, als auch bei der Wiederholungswahl am 25. August 2019 die angetretenen Einzelbewerber nicht die erforderliche Stimmenmehrheit erreicht hatten, erfolgte Heusers Wahl gemäß rheinland-pfälzischer Gemeindeordnung durch den Rat. Bei der Direktwahl am 9. Juni 2024 wurde erneut kein Wahlvorschlag eingereicht. Daher obliegt die Neuwahl des Ortsbürgermeister dem Rat, der auf seiner konstituierenden Sitzung am 2. September 2024 die Wahl auf die folgende Sitzung verschob.
Heusers Vorgänger Martin Braun hatte das Amt über 15 Jahre ausgeübt.

## Sehenswürdigkeiten
Die Kirche St. Stephanus wurde Ende des 13. Jahrhunderts gebaut und 1733 wegen Baufälligkeit renoviert. Um 1830 erfolgte der Anbau einer Sakristei. Besonderheiten im Innenraum der Kirche sind ein Taufbecken aus Basalt, eine steinerne Kanzel im spätgotischen Stil, ein Hochaltar aus Holz, der aus weißem Marmor geschaffene Seitenaltar von 1630, und Holzfiguren der beiden Kirchenpatrone St. Stephanus und der hl. Katharina von Alexandrien. St. Stephanus ist Taufkirche der rheinischen Adelsfamilie von Metternich.

## Sport
Der örtliche Fußballverein FC Rhenania Gönnersdorf 1911 e. V. feierte 2011 sein 100-jähriges Bestehen. Die 1. Mannschaft spielt in der Saison 2015/2016 in der Bezirksliga Mitte, der zweithöchsten Spielklasse des Fußballverbandes Rheinland.

## Verkehr
Gönnersdorf ist am einfachsten mit dem Auto zu erreichen. Entweder aus Richtung Bad Breisig über die L 87, welche von der Bundesstraße 9 abzweigt, oder aus Richtung Niederzissen von der Bundesautobahn 61 (Ausfahrt Niederzissen) über die L 82 nach Waldorf und die L 87 nach Gönnersdorf. Optional kann man auch mit dem Bus der Linie 801 der VRM fahren, der aber nur wochentags und bis spätestens 20:20 Uhr in Gönnersdorf hält.